# Design Patterns
Design Patterns - Elementi per il riuso di software ad oggetti è un saggio del 1995. Nel libro gli autori riprendono un concetto dell'architetto Christopher Alexander, il design pattern, adattandolo all'informatica.
Anche se il concetto di pattern come soluzione ricorrente a un problema è anteriore all'uscita del libro, l'enorme successo riscosso da quest'ultimo ha contribuito notevolmente alla sua popolarizzazione, che ha dato inizio ad un'intera corrente filosofica della programmazione: il movimento pattern.
La filosofia di progettazione dei software mediante pattern mutua quella di ispirazione architettonica e urbana di Alexander, riportata in bibliografia.
I pattern sono utilizzati da molti dei migliori programmatori, quali Bruce Eckel, Andrei Alexandrescu ed Herb Sutter, e la loro conoscenza viene solitamente raccomandata a chiunque voglia progettare software a livello professionale, non solamente tramite il paradigma ad oggetti. In effetti i pattern non sono basati su di uno specifico linguaggio di programmazione, anche se nel libro gli esempi di codice sono in C++ e Smalltalk, con alcuni diagrammi di classe di tipo UML.
Il concetto stesso di pattern ne permette facilmente la traduzione in qualunque linguaggio: nel primo capitolo §1.1 della versione inglese, si dice:
E in effetti, il meccanismo della interrupt chain usato in ambiente Intel non è che l'implementazione in assembly di un Observer pattern: gli INT costituiscono le varie notify(), mentre le funzioni registrate nella interrupt chain sono gli observer. Volendo, poi, il meccanismo che nelle versioni a 32 bit di Windows assorbe gli INT prima della chain, è una versione, sempre in assembly, del Decorator (v. Windows 95 - dentro il sistema per maggiori dettagli). Tuttavia, l'uso in un linguaggio object oriented ne facilita senz'altro l'implementazione e talvolta alcuni tipi vengono supportati nativamente.

## Design pattern
Un design pattern descrive una soluzione generale a un problema di progettazione ricorrente, gli attribuisce un nome, astrae e identifica gli aspetti principali della struttura utilizzata per la soluzione del problema, identifica le classi e le istanze partecipanti e la distribuzione delle responsabilità, descrive quando e come può essere applicato. In breve definisce un problema, i contesti tipici in cui si trova e la soluzione ottimale allo stato dell'arte.
Nel libro gli autori, detti Gang of Four, cioè "banda dei quattro", identificarono 23 tipi di Design Pattern, suddivisi in 3 categorie: strutturali, creazionali e comportamentali. Inoltre, per la descrizione dei pattern, spesso si rende necessario il ricorso a pattern più semplici, dando così origine al cosiddetto linguaggio di pattern.

## Edizioni
- Gamma, E., Helm, R., Johnson, R. e Vlissides, J., Design Patterns - Elementi per il riuso di software ad oggetti, Pearson Education Italia, 2002,  p. 412, ISBN 88-7192-150-X.